# Centro de Seguridad Marítima Integral Jovellanos
El Centro de Seguridad Marítima Integral Jovellanos es el centro de formación de la Sociedad de Salvamento y Seguridad Marítima. Se encuentra ubicado en barrio de Veranes de la parroquia de Cenero, en el concejo asturiano de Gijón, Asturias (España y cuenta con unas instalaciones de más de 140.000 m².
Su nombre rinde homenaje a Gaspar Melchor de Jovellanos, creador del Real Instituto Asturiano de Náutica y Mineralogía en 1794. 
Su objetivo es la formación integral en seguridad marítima, portuaria e industrial, la prevención de riesgos laborales y la lucha contra la contaminación. Su actividad está dirigida prioritariamente al personal de la Sociedad de Salvamento y a profesionales del sector marítimo, pero también a colectivos con necesidades especiales en materia de seguridad y lucha contra la contaminación.
El resto de su actividad gira en torno a otras tres grandes áreas específicas: la asistencia técnica para proyectos, estudios y planes de emergencias; el desarrollo de pruebas y la homologación de equipos de protección individual y dispositivos de salvamento (chalecos salvavidas, flotadores, balsas…) y la organización y participación en congresos y seminarios así como proyectos europeos y nacionales de cooperación e investigación.

## Instalaciones
Cuenta con:
- Simulador de comunicaciones.
- Simulador de servicios de tráfico marítimo.
- Simulador de maniobra y navegación.
- Simulador de cartas electrónicas.
- Edificio principal

## Estructura operativa
- Dirección
- Servicio de Formación
- Servicio de Desarrollo Negocio
- Servicio de Administración